# 9479 Madresplazamayo
A 9479 Madresplazamayo (ideiglenes jelöléssel 2175 P-L) a Naprendszer kisbolygóövében található aszteroida. Cornelis Johannes van Houten, Ingrid van Houten-Groeneveld és Tom Gehrels fedezte fel 1960. szeptember 26-án.